# Сокольская овца

Сокольская порода овец — древняя украинская порода овец смушкового направления продуктивности, выведенная путём народной селекции на территории современной Полтавщины. Эта порода была выведена в девятнадцатом веке.
Название произошло от села Соколки Кобелякского района. Распространены эти овцы в Полтавской и частично Днепропетровской областях Украины, небольшое поголовье племенных овец сокольской породы находится в Волчанском районе Харьковской области. Овцы сокольской породы до недавнего времени составляли около 1 % общего количества овец на Украине, но в последнее время порода признана исчезающей. Живая масса баранов-производителей от 60 до 65 кг, овцематок от 40 до 45 кг, настриг немытой шерсти соответственно от 3,5 до 4 и от 2 до 3 кг; длина косиц — около 20—25 см. Бараны — рогатые, овцематки — комолые (безрогие). Живая масса ягнят при рождении от 3,5 до 4 кг. От овец сокольской породы получают 55—60 % серых и 40—45 % черных смушек со структурой покрытия преимущественно «боб», «валёк» и «кольцо».
Историю этих овец можно проследить вплоть до 1400-х годов нашей эры, когда на территории Полтавщины появились первые после татаро-монгольского нашествия русинские переселенцы с территории Великого Княжества Литовского, что вместе с прочим добром, скотом и зерном привели с собой овец.
Земли между Пслом и Ворсклой, вопреки повсеместно распространенному мнению, на тот момент вовсе не были совершенно безлюдным «Диким Полем» — их считали своими законными вотчинами мурзы и ханы Золотой Орды, такие, как Мамаи, Кочубеи, и другие, кочевавших здесь своими родами уже два века. Конечно, между татарами и оседлыми поселенцами возникали стычки, в результате которых скот, который был на то время наглядным измерением богатства, неоднократно переходил из рук в руки. Именно в результате смешивания татарских овец с завезенными появились предки овец, прославившихся на всю Русь своими неповторимыми «седыми» смушками.
Периодом официального становления, расцвета и максимального распространения породы бесспорно можно считать XIX век, когда обладатель «ультрамодной» шапки с характерным «седым» отблеском из воспетых Гоголем в «Вечерах на хуторе близ Диканьки» решетиловских смушек считался записным франтом и завидным женихом в глазах прекрасных барышень и их строгих матушек.
После реформы армии во времена Александра III, сокольские и родственные им каракульськие овцы «надели погоны» и не снимают их до сей поры — уставные форменные головные уборы высшего комсостава армии и флота, роты почётного караула президентской охраны, до сих пор производятся именно из средне-серых и черных сокольських и каракульских смушек.
Иногда встречаются смушки светло-серого окраса, но ягнята, которые с ним рождаются, из-за гомозиготности по определенным генам не являются жизнеспособными и погибают от тимпании в раннем возрасте, поэтому, если не забить такого ягненка для получения смушка, он все равно погибнет. Путём селекции за последние годы сотрудники института животноводства НААН смогли снизить количество случаев появления таких нежизнеспособных ягнят с 25 до 6%. Маток, ягнята которых пошли на смушки, можно доить. Каждая такая матка может дать до 60 кг молока за 4 месяца лактации.
Но не только смушками и молоком ценны сокольские овцы: длинные серые косицы, длиной до 25 см, из которых состоит руно взрослых овец — лучший материал для создания самобытных слобожанских ковров, что назывались «коцы». Технология изготовления ковров была утрачена, но осталось очень много упоминаний в разных источниках и немногочисленные образцы в запасниках этномузеев. Ближайшим аналогом этих универсальных ковров-попон-покрывал могут служить гуцульские «лижники» изготавливаемые из схожей по составу шерсти горнокарпатских овец. Промысел по производству коцев был столь распространен на слобожанщине, что в Харькове существует целая большая улица, называемая «Кацарская».
Длинная, прочная, грубая и очень теплая шерсть, получаемая от соколки — лучший материал для изготовления настоящих русских валенок, но чаще всего сейчас грубая шерсть используется для валяния технических войлоков, которые незаменимы для виброизоляции и утепления в широчайшей сфере народного хозяйства — от строительства домов до авиации. Вычесаный из шерсти сокольских овец пух и нечесаную шерсть можно использовать для валяния различных художественных изделий из шерсти (т.н. фелтинга), натуральной набивки игрушек и изготовления натуральной пряжи.